# ملالی بهادری
ملالی بهادری (انگلیسی: Malalai Bahaduri)؛ یک ستوان برجسته و مربی ارشد واحد ملی افغانستان است. او به عنوان اپراتور مخابراتی مشغول به کار بود، اما تصمیم گرفت در سال ۲۰۰۲ پس از پایان طالبان در افغانستان به دولت بپیوندند.
بهادری از جانب یکی از بستگانش به مرگ تهدید شده بود.
وی همچنین برندهٔ جوایزی همچون جایزه بین‌المللی زنان شجاع شده‌است.